# Nimrod Dahlström
Karl Nimrod Knut Dahlström, född 5 juli 1897 i Eskilstuna stadsförsamling i Södermanlands län, död 18 oktober 1967 i Gustavsbergs församling i Stockholms län, var en svensk ingenjör och företagsledare.
Nimrod Dahlström var son till överbanmästaren August Dahlström och Edla Pettersson. Efter tekniska studier avlade han 1916 ingenjörsexamen och blev samma år maskinritare vid AB Formator i Stockholm. Från 1947 var han verksam hos Söderberg & Haak. 1947 blev han direktör hos Kullberg & Co AB i Katrineholm. Han var sedan verkställande direktör hos AB Arvikaverken med dotterbolag 1955–1961 och Arvika-Thermaenius AB 1959–1961. Dahlström var riddare av Vasaorden (RVO).
Han gifte sig 1926 med Sonja Algernon (1897–1990), dotter till överinspektören Algernon Eriksson och Nanna Andersson. De fick barnen Margareta 1927, Barbro 1929, Inger 1935 och Birgitta 1937. Dottern Barbro von Sivers blev mor till Malou von Sivers och sedan omgift med Karl Dunkers. Nimrod Dahlström är begravd på Norra begravningsplatsen i Stockholm.